# Macrochoriolaus
Macrochoriolaus is een kevergeslacht uit de familie van de boktorren (Cerambycidae). De wetenschappelijke naam van het geslacht werd voor het eerst geldig gepubliceerd in 1970 door Linsley.

## Soorten
Macrochoriolaus is monotypisch en omvat slechts de volgende soort:
- Macrochoriolaus elegans Linsley, 1970